# VV Veendam in het seizoen 1958/59
Het seizoen 1958/1959 was het vijfde jaar in het bestaan van de Veendamse betaaldvoetbalclub Veendam. De club kwam uit in de Tweede divisie B en eindigde daarin op de tweede plaats, dit betekende rechtstreekse promotie naar de Eerste divisie. Tevens deed de club mee aan het toernooi om de KNVB beker, hierin werd de club in de eerste ronde na verlenging uitgeschakeld door de amateurs van Neptunia (2–1).

## Wedstrijdstatistieken

### Tweede divisie B
|       | Be Quick | Enschedese Boys | Go Ahead | Heerenveen | N.E.C. | Oldenzaal | Oosterparkers | PEC   | Rheden | Tubantia | Velocitas | Zwartemeer | Zwolsche Boys |
| ----- | -------- | --------------- | -------- | ---------- | ------ | --------- | ------------- | ----- | ------ | -------- | --------- | ---------- | ------------- |
| Thuis | 1 – 0    | 1 – 0           | 0 – 1    | 6 – 1      | 2 – 0  | 3 – 0     | 3 – 1         | 0 – 1 | 1 – 1  | 2 – 1    | 2 – 1     | 1 – 3      | 4 – 1         |
| Uit   | 1 – 2    | 2 – 0           | 5 – 1    | 0 – 0      | 1 – 2  | 2 – 1     | 0 – 1         | 5 – 1 | 0 – 0  | 0 – 3    | 0 – 0     | 4 – 2      | 1 – 2         |

### KNVB beker
| 1e ronde                                             | Neptunia                           | 2 – 1 (1 – 1, 1 – 1) Na vier verlengingen | Veendam         |
| 8 februari 1959 Plaats: Delfzijl Sportpark Uitwierde | Piet van Streun 40' D. Kramer 120' |                                           | 20' Willy Wever |

## Statistieken Veendam 1958/1959

### Eindstand Veendam in de Nederlandse Tweede divisie 1958 / 1959
| Stand | Gespeeld | Gewonnen | Gelijk | Verloren | Punten | Doelpunten voor | Doelpunten tegen |
| ----- | -------- | -------- | ------ | -------- | ------ | --------------- | ---------------- |
| 2e    | 26       | 14       | 4      | 8        | 32     | 41              | 32               |

### Topscorers
| #                | Naam                      | Goal |
| ---------------- | ------------------------- | ---- |
| 1.               | Jan van der Berg          | 10   |
| 2.               | Sietze de Jong            | 9    |
| 3.               | Afinus de Vries           | 5    |
| 3.               | Mattheus Korte            | 5    |
| 5.               | Leo Stemkens              | 4    |
| 6.               | Martinus Marquering       | 2    |
| 6.               | Piet van der Burg         | 2    |
| 8.               |                           |      |
| Jan Kuiper       | 1                         |      |
| Jan Walburg      | 1                         |      |
| Eigen doelpunten | 1                         |      |
| –                | Leo Kuhnen (N.E.C.)       | 1    |
| –                | Klaas Ringia (Heerenveen) | 1    |
| Totaal           | Totaal                    | 41   |

| #      | Naam        | Goal |
| ------ | ----------- | ---- |
| 1.     | Willy Wever | 1    |
| Totaal | Totaal      | 1    |